# Municipio Esmeralda
Das Municipio Esmeralda ist ein Verwaltungsbezirk im Departamento Oruro im südamerikanischen Anden-Staat Bolivien.

## Lage im Nahraum
Das Municipio Esmeralda ist das südlichste der insgesamt fünf Municipios der Provinz Litoral. Es grenzt im Norden an das Municipio Huachacalla, im Westen an das Municipio Yunguyo del Litoral, im Süden an die Provinz Sabaya, im Südosten an die Provinz Sud Carangas und im Nordosten an das Municipio Escara. Von Norden nach Süden fließt der Río Sabaya durch das Municipio, bevor er wenige Kilometer weiter südlich den Salzsee Salar de Coipasa erreicht.
Der zentrale Ort des Municipios ist die Ortschaft Esmeralda mit 231 Einwohnern (Volkszählung 2012) in der Nordwestecke des Municipios.

## Geographie
Das Municipio Esmeralda liegt am Ostrand des bolivianischen Altiplano zwischen den Anden-Gebirgsketten der Cordillera Occidental im Westen und der Cordillera Central im Osten.
Das Klima ist semiarid und weist eine kurze Regenzeit im Sommer auf, der Jahresniederschlag liegt bei niedrigen 200 mm (siehe Klimadiagramm Sabaya). Die Jahresdurchschnittstemperatur liegt bei knapp 7 °C ohne wesentliche Schwankungen im Jahresverlauf, aber mit starken Tagesschwankungen der Temperatur und häufigem Frostwechsel.
Die Vegetation im Raum Esmeralda entspricht der semiariden Puna. Sie ist baumlos und setzt sich vor allem aus Dornsträuchern, Gräsern, Sukkulenten und Polsterpflanzen zusammen. Sie wird wirtschaftlich als Lama-, Alpaka- und Schafweide genutzt.

## Bevölkerung
Die Einwohnerzahl hat zwischen 1992 und 2024 auf ein Mehrfaches zugenommen:
| Jahr | Einwohner | Quelle       |
| ---- | --------- | ------------ |
| 1992 | 376       | Volkszählung |
| 2001 | 952       | Volkszählung |
| 2012 | 2702      | Volkszählung |
| 2024 | 3883      | Volkszählung |

Die Bevölkerungsdichte des Municipios bei der letzten Volkszählung 2024 betrug 6,45 Einwohner/km², der Anteil der städtischen Bevölkerung ist 0 Prozent. Die Lebenserwartung der Neugeborenen lag im Jahr 2001 bei 59,9 Jahren.
Der Alphabetisierungsgrad bei den über 19-Jährigen beträgt 90 Prozent, und zwar 97 Prozent bei Männern und 83 Prozent bei Frauen (2001).

## Politik
Ergebnis der Regionalwahlen (concejales del municipio) vom 4. April 2010:
| Wahl- berechtigte |  | Wahl- beteiligung | gültige Stimmen |  | MAS-IPSP |
| ----------------- |  | ----------------- | --------------- |  | -------- |
| 494               |  | 434               | 270             |  | 270      |
|                   |  | 87,9 %            | 62,2 %          |  | 100,0 %  |

Ergebnis der Regionalwahlen (elecciones de autoridades políticas) vom 7. März 2021:
| Wahl- berechtigte |  | Wahl- beteiligung | gültige Stimmen |  | PP      | MAS-IPSP | MTS    | UN SOL PARA ORURO | C-A    | BST    |
| ----------------- |  | ----------------- | --------------- |  | ------- | -------- | ------ | ----------------- | ------ | ------ |
| 579               |  | 534               | 497             |  | 205     | 198      | 41     | 29                | 7      | 6      |
|                   |  | 92,23 %           | 93,07 %         |  | 41,25 % | 39,84 %  | 8,25 % | 5,84 %            | 1,41 % | 1,21 % |

## Gliederung
Das Municipio gliedert sich in die folgenden vier Kantone (cantones):
- 04-0505-01 Kanton Esmeralda – 6 Ortschaften – 973 Einwohner (Volkszählung 2012)
- 04-0505-02 Kanton Romero Pampa – 8 Ortschaften – 922 Einwohner
- 04-0505-03 Kanton Peña Peñani – 4 Ortschaften – 273 Einwohner
- 04-0505-04 Kanton Belén – 1 Ortschaft – 534 Einwohner

## Ortschaften im Municipio Esmeralda
- Kanton Esmeralda
  - Esmeralda 231 Einw.

- Kanton Romero Pampa
  - Romero Pampa 330 Einw. – Charcollo 324 Einw.

- Kanton Peña Peñani
  - Peña Peñani 229 Einw.

- Kanton Belén
  - Belén 534 Einw.